# N-buna
N-buna (...) è un chitarrista e compositore giapponese.

## Biografia
N-buna nacque nella prefettura di Gifu, in Giappone.
Al secondo anno di scuola media ricevette la sua prima chitarra elettrica, con la quale iniziò a dilettarsi, per poi cimentarsi anche con la musica digitale.
Nel 2012 n-buna ha pubblicato la sua prima canzone: una canzone vocaloid chiamata Alice Trust per poi, un anno dopo, pubblicare Transparent Elegy: il suo primo brano a finire nella classifica generale di Nico Nico Douga.
Nel 2014 venne pubblicato il suo primo EP vocaloid: Before Curtain Call Stops.
Il 2015 fu l'anno del suo primo album Hana to Mizuame, Saishu Densha, che venne seguito, un anno dopo da Tsuki wo Aruiteiru.
Fino al 2016 l'attività musicale di n-buna si è limitata al realizzare solamente canzoni vocaloid per poi, un anno dopo, fondare il gruppo Yorushika assieme a Suis.

## Discografia

### Album in studio
- 2015 - Hana to Mizuame, Saishu Densha
- 2016 - Tsuki wo Aruiteiru

### EP
- 2014 - 青いパイプとくじら雲
- 2014 - ウミユリ海底譚
- 2016 - ウミユリ海底譚
- 2017 - メリュー
- 2017 - ボロボロだ